# 마닐라 경전철

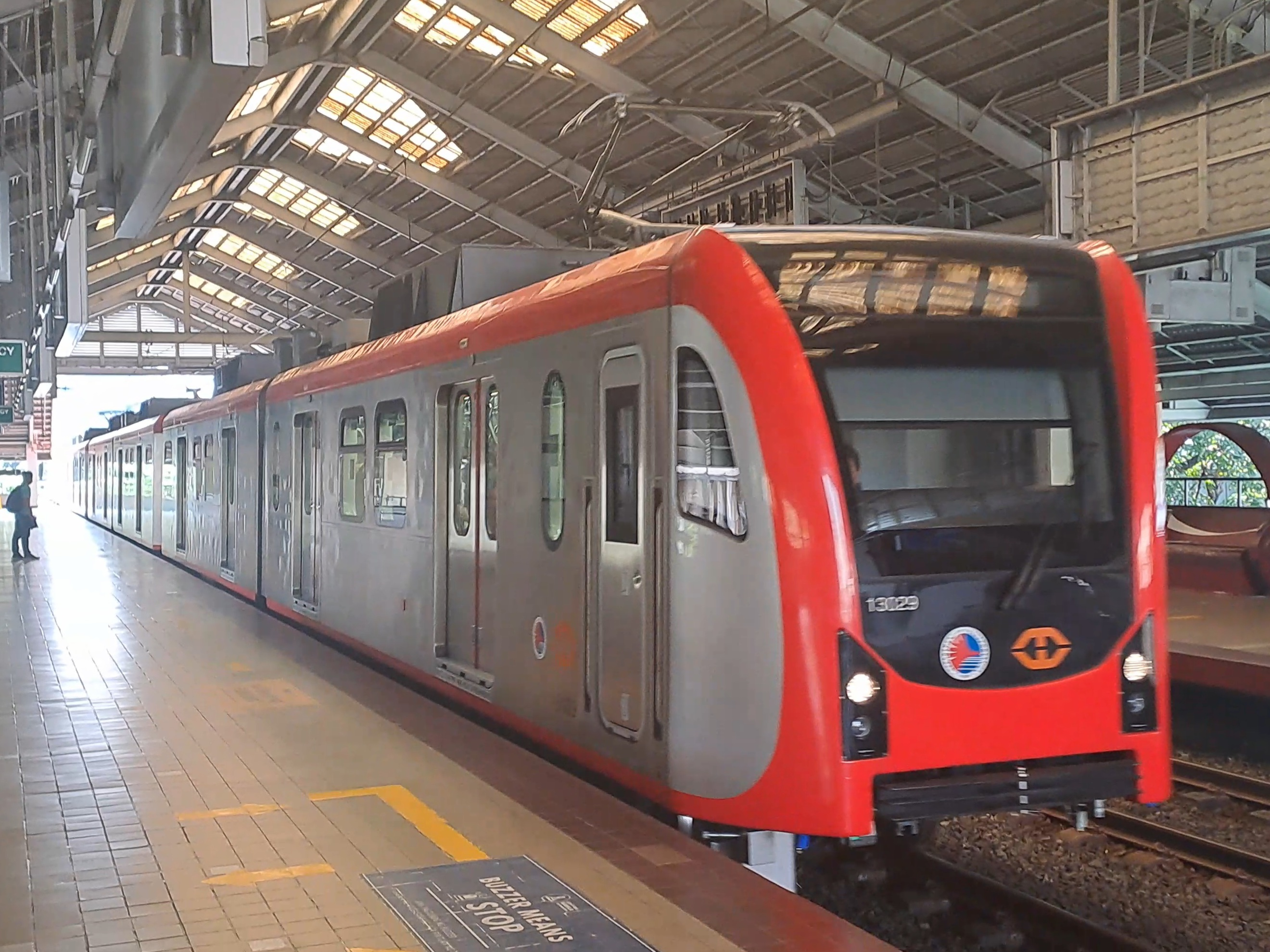
센트럴 터미널의 열차

마닐라 경전철, 마닐라 라이트 레일 트랜싯 시스템(영어: Manila Light Rail Transit System), 간단히 LRT는 필리핀 메트로 마닐라의 경전철 시스템이다. LRT의 37.3km 노선(23.2마일)은 대부분 고가 도로이며 2개 노선과 38개 역으로 구성되어 있다. 1호선은 1984년 개통하여 남북 노선을 운행한다. 2호선은 2004년 완공되어 동서 노선을 운행한다.